# 공화국 선포

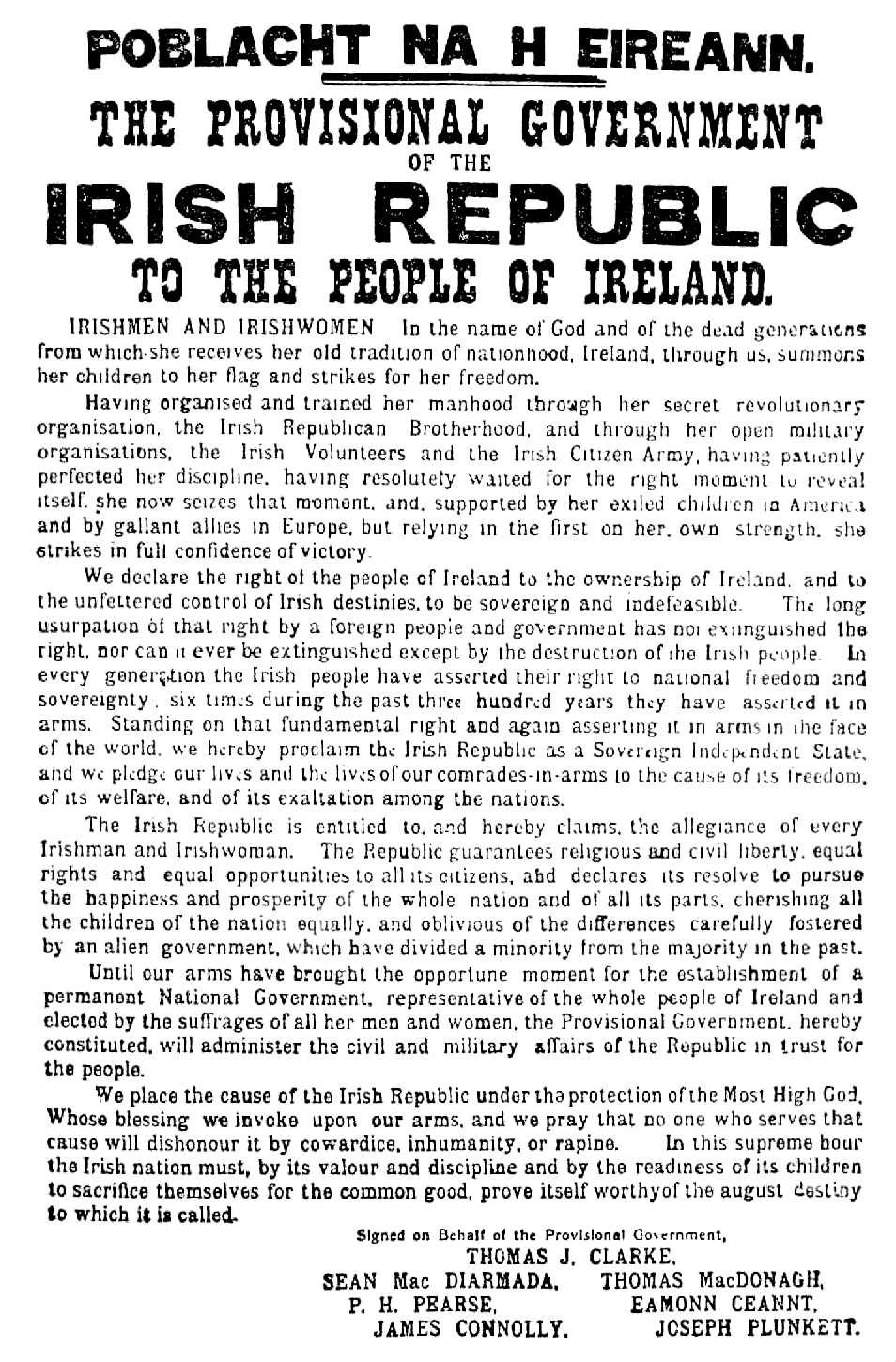
부활절 선언문

공화국 선포(아일랜드어: Forógra na Poblachta 포로그라 너 포블라크타, 영어: Proclamation of the Republic)는 1916년 4월 24일 부활절 봉기 때 아일랜드 의용군과 아일랜드 시민군이 배포한 문서이다. 1916년 선포(1916 Proclamation) 또는 부활절 선포(Easter Proclamation)라고도 한다.
스스로를 아일랜드 공화국 임시정부라고 자칭하던 아일랜드 공화주의 형제단 군사평의회는 본 문서를 통해 아일랜드가 영국에서 독립했음을 선언했다. 시인 패트릭 피어스가 더블린 중앙우체국 앞에서 선언문을 낭독한 것이 봉기의 시작이었다.
선언문에 서명한 사람들은 서명 순서대로 다음과 같으며, 이들은 봉기가 진압된 뒤 모두 처형당했다.
- 토머스 J. 클라크
- 션 맥더멋
- 토머스 맥도나
- 패트릭 헨리 피어스
- 에드워드 토머스 켄트
- 제임스 코널리
- 조지프 메리 플렁킷